# Labena guanacasteca
Labena guanacasteca là một loài tò vò trong họ Ichneumonidae.